# Tropidozineus tuberosus
Tropidozineus tuberosus är en skalbaggsart som beskrevs av Monné 1991. Tropidozineus tuberosus ingår i släktet Tropidozineus och familjen långhorningar. Inga underarter finns listade i Catalogue of Life.